# Floris III av Holland
Floris III av Holland, född 1141, död 1190, var regerande greve av Holland 1157–1190.